# Онусайтіс Юрій Йосипович
Юрій Йосипович Онусайтіс (7 вересня 1921 — 17 квітня 2005) — радянський військовик фінського походження, Герой Радянського Союзу (1945).

## Життєпис
Народився 7 вересня 1921 року в місті Нижній Новгород у родині службовця. Фін. Закінчив 2 курси індустріального інституту.
З жовтня 1941 року у РСЧА. Від тоді ж на фронтах німецько-радянської війни.
Командир батальйону  95-го гвардійського стрілецького полку (31-ша гвардійська стрілецька дивізія, (11-ї армії 3-го Білоруського фронту) гвардії капітан Ю. Й. Онусайтис у числі перших 13 липня 1944 року форсував річку Німан в районі міста Алітус (Литва) і захопив плацдарм. Був поранений, проте не покинув поля бою.
Після війни продовжував службу у Радянській армії. Закінчив Військову академію імені Фрунзе та Військову академію Генштабу.
З 1982 року генерал-майор Ю. Й. Онусайтіс у запасі. Жив у Москві.

## Звання та нагороди
24 березня 1945 року Юрію Йосоповичу Онусайтісу присвоєно звання Героя Радянського Союзу.
Також нагороджений:
- орденоми Леніна
- орденом Червоного Прапора
- 2-а орденами Вітчизняної війни І ступеня
- 2-а орденами Червоної Зірки
- орденом «За службу Батьківщині у Збройних силах СРСР III ступеня»
- медалями